# پرامی‌پکسول
پرامی‌پکسول (به انگلیسی: Pramipexole)
رده درمانی: داروهای هورمونی دوپامینرژیک
اشکال دارویی: قرص

## موارد مصرف
پرامی‌پکسول در درمان پارکینسون ، در کنترل‌بیماری سندروم پای بی‌قرار و سر درد خوشه‌ای مصرف می‌شود.

## مکانیسم اثر
این دارو آگونیست مستقیم‌گیرنده‌های دوپامینی مغز است. گیرنده‌های D2S ، D2L ، D3 و D4.

## عوارض جانبی
تهوع، استفراغ، سردرد، گیجی، افت فشار خون وضعیتی، خواب آلودگی، توهم، ضعف و بیخوابی از عوارض جانبی دارو هستند.